# Julia Dufvenius
Elin Julia Dufvenius (født 8. oktober 1975 i Göteborg) er en svensk skuespillerinde. Hun har for eksempel optrådt i tv-serier som Gynekologen i Askim, Molanders, Modus, Savnet og Fartblind. På film har hun blandt andet medvirket i Arn: Tempelridderen (2007), såvel som i Ingmar Bergmans sidste film Saraband (2003).

## Privatliv
Hun er gift med skuespilleren Christopher Wollter og sammen har de to børn.

## Udvalgt filmografi
- Glappet (tv-serie, 1997)
- Suxxess (2002)
- Saraband (2003)
- Arn: Tempelridderen (2007)
- Häxdansen (tv-serie, 2008)
- Livet i Fagervik (tv-serie, 2008)
- Psalm 21 (2009)
- Gynekologen i Askim (tv-serie, 2011)
- Orangeriet (kortfilm, 2012)
- Sune i Grækenland (2012)
- Molanders (tv-serie, 2013)
- Sune på bilferie (2013)
- Sune på fjeldet (2014)
- Modus (tv-serie, 2015)
- Savnet (tv-serie, 2017)
- Fartblind (tv-serie, 2019-2022)
- En hæderlig jul (julekalender, 2021)
- Familien Andersson (tv-serie, 2023-2024)